# 유전자 재조합
유전자 재조합(遺傳子再調合, 영어: genetic recombination)은 DNA나 RNA와 같이 유전자를 이루는 요소가 해체와 재조립 과정에서 원래의 서열과는 다르게 뒤바뀌는 과정을 가리키는 유전학 용어이다. 진핵생물의 경우 DNA 수리의 과정에서 유사 분열이 발생하는 경우, 그리고 감수 분열의 과정에서 일어나는 염색체 접합에 의해 이루어진다. 특히 감수 분열에서 일어나는 염색체 접합은 자식 세대가 부모 세대와는 다른 유전자 조합을 갖도록 하여 대립형질의 발현빈도가 달라지게 된다. 진화생물학에서는 유전자 재조합을 유성생식의 중요한 이점으로 파악한다. 즉, 유전자 재조합으로 인해 발생하는 유전자 다양성으로 인해 멀러의 깔쭉톱니 가설이 제기하는 불리한 돌연변이의 누적을 회피할 수 있다는 것이다. 자연상태에서 일어나는 유전자 재조합에는 리콤비나제라 불리는 효소가 촉매로서 작용한다. 대장균에서 발견된 대표적인 리콤비나제인 RecA는 복제과정에서 오류를 일으켜 중복하여 복사된 DNA 블록을 수리한다. 효모를 비롯한 진핵생물들에는 DNA 중복 복사 구간을 수리하기 위한 두 종류의 효소가 존재한다. 유사 분열과 감수 분열에 관여하는 효소인 RAD51과 감수 분열에만 관여하는 DMC1이 그것이다. 유전자 재조합은 염색체 교차와 유전자 전환 등의 방법을 통해 이루어진다. 한편, 분자생물학의 실험을 통해 DNA의 조각을 인위적으로 재조합할 수 있다. 이렇게 인위적으로 재조합된 DNA를 재조합 DNA라 한다.
특정 유전자를 포함하는 재조합 DNA를 박테리아에 도입한 후 이 박테리아를 배양하면 목적 유전자를 대량으로 복제할 수 있다. 이렇게 복제된 유전자를 이용하여 유전자에 대한 기초 연구나 다른 생물에게 특정한 유전자를 도입하는 등의 연구를 수행할 수 있다.
유전자 재조합 기술을 이용하면 적은 비용으로 여러 가지 유용한 단백질을 생산할 수 있다. 당뇨병 치료제인 인슐린, 항바이러스 물질인 인터페론, 심장 질환 치료에 이용되는 혈전 분해 단백질, 사람의 발육을 증진시키는 성장 호르몬과 같은 단백질들이 유전자 재조합 기술을 통해 생산되고 있다.

## 염색체 교차
|                                            |  |
| 1916년 토머스 헌트 모건이 그린 염색체 교차 |  |

유성 생식을 하는 생물의 정자 또는 난자와 같은 생식자는 감수 분열을 통해 생성된다. 이 감수분열의 과정에서 한쌍으로 이루어진 염색체는 왼쪽의 그림과 같이 유전자 교차가 일어나 가지고 있는 유전자를 재조합한 후 네 개의 생식자로 나뉜다. 이 결과 자식 세대로 전달되는 유전자는 상동성을 갖고 있으나 각각 서로 다른 유전형질을 갖게 되는 유전자 다양성이 발현된다.
두 유전형질이 유전자에서 서로 가깝게 위치하고 있을 경우 유전자 교차가 발생하더라도 분리될 가능성은 적어지기 때문에 유전자 연관이 나타난다. 때문에 염색체 접합은 같은 염색체에 존재하는 대립형질의 상관 관계를 무너뜨린다.
염색체 교차가 한 쌍의 염색체를 실제로 뒤섞는 과정은 유전자 전환이라고 한다. 유전자 전환은 한 쪽의 유전자 배열을 참조하여 다른 쪽의 유전자 배열 일부를 바꾸는 과정이다.

## 플라스미드 활용
재조합 DNA를 만들기 위해서는 재조합할 목적 DNA, DNA 운반체(벡터), 제한 효소, 연결 효소(리게이스)가 필요하다. DNA 운반체는 목적 DNA를 숙주 세포로 운반하는 역할을 하는 DNA이며, 숙주 세포는 재조합 DNA를 이식받을 살아 있는 세포이다. 숙주 세포로는 대장균이 주로 이용된다. 대장균은 분자생물학적 정보가 충분히 밝혀져 있어 유전자를 조작 하여 전체 대사를 조절하기 용이하고 배양과 보존이 간편하기 때문에 재조합 DNA의 숙주 세포로 자주 사용된다.
제한 효소는 세균과 같은 미생물에서 발견된 것으로, 특정 염기 서열을 인식하여 DNA를 작은 절편으로 자른다. 제한 효소에는 여러 종류가 있으며 종류에 따라 인식하는 염기 서열이 다르다. 제한 효소로 잘린 DNA의 양쪽 말단은 단일가닥의 DNA가 되어 상보적 염기서열을 가진 다른 DNA 말단과 결합할 수 있는 점착성 말단이된다.
목적 DNA와 DNA 운반체를 같은 제한 효소로 자르면 그 말단이 상보적으로 결합할 수 있다. 같은 제한 효소로 자른 목적 DNA와 DNA 운반체를 연결 효소로 연결하면 재조합 DNA가 된다.
대장균의 플라스미드를 활용한 유전자 재조합 기술을 이용하여 최초로 대량 생산된 의약품은 인슐린이다.
인슐린 생산 과정에서 재조합 DNA를 대장균에 넣어 증식시키면 재조합 DNA가 복제되어 동일한 DNA를 여러 개 얻을 수 있다. 이처럼 동일한 DNA를 만들어 내는 것을 DNA 클로닝이라고 한다. DNA 클로닝을 통해 복제된 DNA는 유전자에 대한 기초 연구에 이용되거나, 형질 전환 생물과 인슐린, 성장 호르몬 등 의학적으로 사용되는 단백질을 생산하는 데에 이용된다.
유전자 재조합 과정에서는 플라스미드를 제한 효소로 자르고 목적 DNA를 삽입하는 단계에서 일부 플라스미드는 목적 DNA가 삽입되지 않고 그냥 봉합된다. 또, 재조합 플라스미드를 숙주 세포로 도입하는 단계에서 일부 숙주 세포에는 플라스미드가 들어가지 않는다. 그 결과 숙주 세포는 플라스미드가 도입되지 않은 것, 재조합되지 않은 플라스미드가 도입된 것 , 재조합 플라스미드가 도입된 것의 3종류가 생성된다. 따라서 목적 DNA를 클로닝하기 위해서는 재조합 플라스미드가 도입된 숙주 세포를 선별하는 과정이 필요하다.
재조합 플라스미드를 가진 숙주 세포를 선별하는 방법 중 하나는 항생제에 내성을 가진 유전자와 lacZ 유전자를 이용하는 것이다. lacZ 유전자는 젖당 분해 효소를 만드는 유전자인데, 여기서 만들어진 젖당 분해 효소는 X-gal이라는 물질을 분해하여 푸른색을 띠는 부산물을 만들기 때문에 이 유전자를 가진 대장균을 쉽게 선별할 수 있다.
플라스미드에는 항생제의 일종인 앰피실린에 저항성을 갖게 하는 유전자가 있기 때문에, 사용하는 대장균을 앰피실린이 포함된 배지에서 배양하여 플라스미드가 없는 대장균은 성장하지 못하고 재조합되지 않은 플라스미드를 가진 대장균과 재조합 플라스미드를 가진 대장균만 군체(콜로니)를 형성한다.
재조합되지 않은 플라스미드를 가진 대장균과 재조합 플라스미드를 가진 대장균은 군체의 색깔로 구별한다. 유전자 재조합 과정에서 목적 유전자를 플라스미드의 젖당 분해 효소 유전자 부위에 삽입하면, 재조합되지 않은 플라스미드를 가진 대장균은 젖당 분해 효소를 생산하지만, 재조합 플라스미드를 가진 대장균은 젖당 분해 효소 유전자가 잘려 있어 젖당 분해 효소를 생산하지 못한다. 두 종류의 대장균을 젖당 분해 효소에 의해 푸른색으로 변하는 배지에서 배양하면 재조합되지 않은 플라스미드를 가진 대장균의 군체는 젖당 분해 효소로 X-gal을 분해하여 만들어진 부산물에 의해 푸른색으로, 재조합 플라스미드를 가진 대장균의 군체는 흰색으로 나타나 두 대장균을 구별할 수 있다.
플라스미드를 가지고 있지 않은 식물에 박테리아의 플라스미드를 운반체로 이용하여 유전자 변형 식물을 개발할 수도 있다. 토양 미생물의 일종인 아그로박테리아의 Ti 플라스미드 속 T DNA에 유용한 유전자를 삽입한 채 운반체로 이용하면 유전자 변형 식물의 제작이 가능하다. Ti 플라스미드 속 유전자가 식물의 DNA로 전이되어 식물이 유용한 단백질을 생산할 수 있게 하는 것이다.
플라스미드를 활용한 식물의 유전자 변형을 통해 잡초의 유전자를 벼의 유전자에 삽입하여 냉해와 가뭄 등 악조건에 대한 저항력을 기르도록 하거나, 벼나 감자, 옥수수, 콩 등의 당도를 높이고 병충해에 강하도록 개발할 수 있다. 또 농산물을 적은 노동력과 생산 비용으로 수확할 수 있도록 하거나 식물에게 질소 고정 능력을 부여하는 것이 가능하며,�꽃의 색을 달리할 수도 있다.

## 비상동 말단 연결
서로 상동성이 없는 DNA의 서열 사이에 일어나는 재조합을 비상동 말단 연결이라 한다.

## B세포
면역계의 B세포에서는 면역 글로불린 항체급 재조합이라 불리는 유전자 재조합이 일어난다. 이것은 면역 글로불린 항체의 종류를 바꾸어 새로운 항체를 만드는 과정에서 일어난다. 예를 들어 B세포의 면역 글로불린 M을 다른 아형인 면역 글로불린 G로 바꾸면 그에 따라 새로운 항체가 형성된다.

## 같이 보기
- 유전자 연관
- 유전공학
- 대장균

## 참고 문헌
- Alberts, Bruce (2002). Molecular Biology of the Cell. New York: Garland Science. ISBN 978-0-8153-3218-3.